# Iran i olympiska sommarspelen 2024
Iran deltog i olympiska sommarspelen 2024 i Paris från 26 juli till 11 augusti 2024. Det var 19:e sommar-OS som landet deltog vid. Sedan nationens återkomst 1948 efter att ha debuterat i olympiska sommarspelen 1900 har iranska idrottare deltagit i varje upplaga av spelen förutom i Moskva 1980 och Los Angeles 1984 som landet bojkottade av politiska skäl.
Iran deltog med 41 idrottare i 14 sporter vid de olympiska spelen. Den iranska truppen innehöll flera tidigare olympier och olympiska medaljörer, inklusive Nahid Kiani i taekwondo, som blev den första iranska kvinnan att vinna ett silvermedalj vid OS och därmed överträffa Kimia Alizadehs brons från 2016, samt fristilsbrottaren Hassan Yazdani, som vann sin tredje olympiska medalj med ett silver. Landet vann 12 medaljer, varav 3 guld, och hamnade på 21:a plats i  medaljligan för dessa spel.
Några olympier som tidigare hade tävlat för Iran hade bytt nationalitet och tävlade för andra länder i OS 2024, till exempel Kimia Alizadeh som vann brons för Bulgarien. Dessutom var 14 av 37 idrottare i det Olympiska flyktinglaget vid OS 2024 från Iran.
| Nation | Placering | Guld | Silver | Brons | Totalt |
| Iran   | 21        | 3    | 6      | 3     | 12     |

## Krav på uteslutning
Det förekom krav på att Iran skulle uteslutas från de olympiska spelen 2024 på grund av anklagelser om kränkningar av de mänskliga rättigheterna efter regimens nedslag mot demonstranter och idrottare under Mahsa Amini-protesterna, avrättningarna av den iranske brottaren Navid Afkari och den nationella karate-mästaren Mohammad Mehdi Karami som deltagit i demonstrationer, blindningen av bågskytten Kowsar Khoshnoudi-Kia under protesterna och avhoppet av taekwondo-medaljören Kimia Alizadeh som hade visat sig utan slöja. En grupp iranska dissidenter, inklusive Nobels fredspristagaren Shirin Ebadi och den fransk-iranske boxaren Mahyar Monshipour, skickade ett brev till Internationella olympiska kommittén (IOK) där de krävde att Iran skulle stängas av. De påpekade bland annat att landets förbud mot kvinnor att utöva sporter som brottning, boxning, simning och segling inte var i linje med den olympiska stadgan. IOK uttryckte allvarlig oro över situationen för de iranska idrottarna och uppmanade den iranska olympiska kommittén att vidta lämpliga åtgärder med de högsta myndigheterna för att skydda idrottarna och medlemmar av den olympiska gemenskapen ur ett humanitärt perspektiv men valde att inte utesluta nationens olympiska kommitté från OS 2024.

## Tävlande
Lista på antalet tävlande i olika sporter:
| Sport          | Damer | Herrar | Totalt |
| -------------- | ----- | ------ | ------ |
| Bordtennis     | 1     | 2      | 3      |
| Brottning      | 0     | 12     | 12     |
| Bågskytte      | 1     | 0      | 1      |
| Cykling        | 0     | 1      | 1      |
| Friidrott      | 1     | 1      | 2      |
| Fäktning       | 0     | 4      | 4      |
| Gymnastik      | 0     | 1      | 1      |
| Kanotsport     | 0     | 2      | 2      |
| Rodd           | 3     | 0      | 3      |
| Simning        | 0     | 1      | 1      |
| Skytte         | 3     | 1      | 4      |
| Sportklättring | 0     | 1      | 1      |
| Taekwondo      | 2     | 2      | 4      |
| Tyngdlyfting   | 0     | 2      | 2      |
| Total          | 30    | 11     | 41     |

## Medaljörer
| Medalj | Idrottare            | Sport     | Gren                             | Datum           |
| ------ | -------------------- | --------- | -------------------------------- | --------------- |
| Guld   | Mohammad Hadi Saravi | Brottning | Herrarnas grekisk-romersk 97 kg  | 7 augusti 2024  |
| Guld   | Saeid Esmaeili       | Brottning | Herrarnas grekisk-romersk 67 kg  | 8 augusti 2024  |
| Guld   | Arian Salimi         | Taekwondo | Herrarnas +80 kg                 | 10 augusti 2024 |
| Silver | Alireza Mohmadi      | Brottning | Herrarnas grekisk-romersk 87 kg  | 8 augusti 2024  |
| Silver | Nahid Kiani          | Taekwondo | Damernas 57 kg                   | 8 augusti 2024  |
| Silver | Hassan Yazdani       | Wrestling | Herrarnas fristil 86 kg          | 9 augusti 2024  |
| Silver | Mehran Barkhordari   | Taekwondo | Herrarnas 80 kg                  | 9 augusti 2024  |
| Silver | Amir Hossein Zare    | Brottning | Herrarnas fristil 125 kg         | 10 augusti 2024 |
| Silver | Rahman Amouzad       | Brottning | Men's freestyle 65 kg            | 11 augusti 2024 |
| Brons  | Amin Mirzazadeh      | Wrestling | Herrarnas grekisk-romersk 130 kg | 6 augusti 2024  |
| Brons  | Mobina Nematzadeh    | Taekwondo | Damernas 49 kg                   | 7 augusti 2024  |
| Brons  | Amir Ali Azarpira    | Brottning | Herrarnas fristil 97 kg          | 11 augusti 2024 |

## Brottning
Iran kvalificerade sig till 12 viktklasser i brottning vid olympiska spelen. Sju brottare kvalificerade sig genom att placera sig bland de fem bästa vid världsmästerskapen 2023 i Belgrad, Serbien och fyra av dem kvalificerade sig efter att ha vunnit semifinalomgången vid den asiatiska olympiska kvaltävlingen 2024 i Bishkek, Kirgizistan. Iran fick dessutom en plats i 57 kg fristil efter att Serbien tackade nej till sin plats på grund av skada.
Landet hade 12 idrottare (alla herrar) i brottning och kom på 2:a plats genom att vinna 2 guld.
| Nation | Placering | Guld | Silver | Brons | Totalt |
| Iran   | 2         | 2    | 4      | 2     | 8      |

Anmärkningar:
- VT (rankingpoäng: 5–0 eller 0–5) – Avgjord genom fall.
- VB (rankingpoäng: 5–0 eller 0–5) – Avgjord genom skada (VF för avstått, VA för tillbakadragande eller diskvalifikation).
- PP (rankingpoäng: 3–1 eller 1–3) – Avgjord genom poäng – den förlorande med tekniska poäng.
- PO (rankingpoäng: 3–0 eller 0–3) – Avgjord genom poäng – den förlorande utan tekniska poäng.
- ST (rankingpoäng: 4–0 eller 0–4) – Avgjord genom stor överlägsenhet – den förlorande utan tekniska poäng och en segermarginal på minst 8 (grekisk-romersk) eller 10 (fristil) poäng.
- SP (rankingpoäng: 4–1 eller 1–4) – Avgjord genom teknisk överlägsenhet – den förlorande med tekniska poäng och en segermarginal på minst 8 (grekisk-romersk) eller 10 (fristil) poäng.

Fristil
| Idrottare         | Gren             | Kvalifikation         | 16:delsfinal             | Kvartsfinal             | Semifinal              | Återkval              | Final /g BM                | Final /g BM |
| Idrottare         | Gren             | Motståndare Resultat  | Motståndare Resultat     | Motståndare Resultat    | Motståndare Resultat   | Motståndare Resultat  | Motståndare Resultat       | Plac.       |
| ----------------- | ---------------- | --------------------- | ------------------------ | ----------------------- | ---------------------- | --------------------- | -------------------------- | ----------- |
| Alireza Sarlak    | Herrarnas 57 kg  | —                     | Higuchi (JPN) F 0–5VF    | Till återkval           | Till återkval          | Cruz (PUR) F 0–5VA    | Gick inte Vidare           | —           |
| Rahman Amouzad    | Herrarnas 65 kg  | —                     | Retherford (USA) V 3–0PO | Dudaev (ALB) V 4–0ST    | Musukaev (HUN) V 4–0ST | Vidare                | Kiyooka (JPN) F 1–3PP      | 2           |
| Younes Emami      | Herrarnas 74 kg  | Chamizo (ITA) V 3–1PP | Ndum (GBS) W 4–0ST       | Dake (USA) F 0–5VT      | Gick inte vidare       | Gick inte vidare      | Gick inte vidare           | 7           |
| Hassan Yazdani    | Herrarnas 86 kg  | —                     | Lawrence (AUS) V 4–0ST   | Kurugliev (GRE) V 3–1PP | Amine (SMR) V 3–1PP    | Vidare                | Ramazanov (BUL) F 1–3PP    | 2           |
| Amir Ali Azarpira | Herrarnas 97 kg  | —                     | Tazhudinov (BRN) F 1–3PP | Till återkval           | Till återkval          | Yergali (KAZ) V 3–1PP | Snyder (USA) V 3–1PP       | 3           |
| Amir Hossein Zare | Herrarnas 125 kg | —                     | Lazarev (KGZ) V 3–0PO    | Dhesi (CAN) V 4–0ST     | Akgül (TUR) V 3–1PP    | Vidare                | Petriashvili (GEO) F 1–3PP | 2           |
| Referens:         |                  |                       |                          |                         |                        |                       |                            |             |

Grekisk-romersk
| Idrottare            | Gren             | 16:delsfinal         | Kvartsfinal                | Semifinal              | Återkval               | Final / BM                  | Final / BM |
| Idrottare            | Gren             | Motståndare Resultat | Motståndare Resultat       | Motståndare Resultat   | Motståndare Resultat   | Motståndare Resultat        | Plac.      |
| -------------------- | ---------------- | -------------------- | -------------------------- | ---------------------- | ---------------------- | --------------------------- | ---------- |
| Mehdi Mohsennejad    | Herrarnas 60 kg  | Fergat (ALG) V 4–0ST | Fumita (JPN) F 0–4ST       | Till återkval          | de Armas (CUB) V 4–1SP | Sharshenbekov (KGZ) F 1–3PP | 5          |
| Saeid Esmaeili       | Herrarnas 67 kg  | Ghaiou (ALG) V 4–0ST | Orta (CUB) V 4–0ST         | Galstyan (ARM) V 3–1PP | Vidare                 | Nasibov (UKR) V 3–1PP       | 1          |
| Amin Kavianinejad    | Herrarnas 77 kg  | Peña (CUB) V 3–1PP   | Amoyan (ARM) F 0–3PO       | Gick inte vidare       | Gick inte vidare       | Gick inte vidare            | 8          |
| Alireza Mohmadi      | Herrarnas 87 kg  | Muñoz (COL) V 4–0ST  | Kułynycz (POL) V 4–1SP     | Beleniuk (UKR) V 3–1PP | Vidare                 | Novikov (BUL) F 0–3PO       | 2          |
| Mohammad Hadi Saravi | Herrarnas 97 kg  | Rau (USA) V 4–1SP    | Dzhuzupbekov (KGZ) V 4–0ST | Gabr (EGY) V 3–0PO     | Vidare                 | Aleksanyan (ARM) V 3–1PP    | 1          |
| Amin Mirzazadeh      | Herrarnas 130 kg | Coon (USA) V 3–1PP   | López (CUB) F 1–3PP        | Till återkval          | Lee (KOR) V 4–0ST      | Shariati (AZE) V 3–0PO      | 3          |
| Referens:            |                  |                      |                            |                        |                        |                             |            |

## Taekwondo
Iran kvalificerade fyra idrottare till taekwondo vid olympiska spelen. Nahid Kiani kvalificerade sig för Paris 2024 genom att hamna bland de fem bästa i den olympiska rankingen i sin respektive viktklass, medan Mehran Barkhordari kvalificerade sig för spelen genom att hamna först i Grand Slam Series rankingarna. Senare säkrade Mobina Nematzadeh och Arian Salimi kvotplatser i sina respektive grenar genom att vinna semifinalrundan vid 2024 års asiatiska olympiska kvalifikationsturnering i Tai'an, Kina.
Landets fyra idrottare i taekwondo vann alla medaljer och hamnade på andra plats i sportens medaljliga.
| Nation | Placering | Guld | Silver | Brons | Totalt |
| Iran   | 2         | 1    | 2      | 1     | 4      |

| Mehran Barkhordari | Herrarnas –80 kg | Jaysunov (UZB) V 0–0 F, 12–0, 6–6 V | Alessio (ITA) V 1–6, 2–1, 10–9    | Seo (KOR) V 2–4, 13–9, 12–8   | Vidare | Katoussi (TUN) F 2–4, 1–5        | 2 |
| Arian Salimi       | Herrarnas +80 kg | Rafalovich (UZB) V 8–2, 5–1         | Sansores (MEX) V 2–2 V, 6–4, 12–0 | Šapina (CRO) V 5–12, 9–8, 9–6 | Vidare | Cunningham (GBR) V 3–6, 9–1, 6–3 | 1 |
| Mobina Nematzadeh  | Damernas –49 kg  | Tau (LES) V 3–0, 2–0                | Cerezo (ESP) V 2–0, 7–2           | Guo (CHN) L 1–4, 4–6          | Vidare | Abu Taleb (KSA) V 3–0, 4–2       | 3 |
| Nahid Kiani        | Damernas –57 kg  | Alizadeh (BUL) V 7–10, 6–5, 7–7 V   | Toumi (TUN) V 5–2, 0–3, 3–2       | Aoun (LBN) V 10–3, 9–0        | Vidare | Kim (KOR) F 1–5, 0–9             | 2 |
| Referens:          |                  |                                     |                                   |                               |        |                                  |   |